# KZ Jablanac
Das KZ Jablanac, kurz für Konzentrationslager Jablanac (kroatisch: Koncentracijski logor Jablanac), war während des Zweiten Weltkriegs ein Konzentrationslager im faschistischen „Unabhängigen Staat Kroatien“ (NDH).
Es war eines der Konzentrationslager unter der Leitung der rechtsextremen Ustaša und wurde 1942 in Jablanac, einem Dorf am Ufer der Save in der Nähe der Lager in Jasenovac, Sisak und Stara Gradiška, errichtet. Die Gefangenen waren hauptsächlich Serben aus dem Raum Jablanica sowie Juden und Roma. Einzelne sowie Massengräber fand man in dem nahe gelegenen Wald. Im März 1944 wurden etwa 100 Juden, darunter auch Frauen und Kinder, aus dem Gebiet der Lika gefangen genommen und ins KZ Jasenovac deportiert. Etwa 60 von ihnen wurden anschließend ins KZ Jablanac gebracht und dort ermordet. 1989 wurde eine Gedenktafel zu Ehren der Opfer errichtet, welche jedoch zerstört wurde. Heute erinnert nichts an die dort verübten Verbrechen oder an die Existenz des Lagers in Jablanac.